# Бёрджесс, Митчелл
Митчелл Бёрджесс (англ. Mitchell Burgess) — сценарист и продюсер. Он активно работал над сериалом канала HBO «Клан Сопрано». Он создатель и исполнительный продюсер сериала «Голубая кровь». Он часто работает со своей женой Робин Грин.

## Карьера
«Клан Сопрано», «Северная сторона» и «Мистер и Миссис Смит» являются некоторыми из телесериалов, к которым он написал сценарии.
В 2010 году Бёрджесс работал в качестве исполнительного консультанта и сценариста второго сезона полицейской драмы «Саутленд». Грин и Бёрджесс были создателями сериала «Голубая кровь», премьера которого состоялась осенью 2010 года на канале CBS, и сериал получил похвалу от критиков.

## Личная жизнь
Бёрджесс женат на его сосценаристе по «Клану Сопрано» Робин Грин, с которой он познакомился когда они были студентами в Айовском университете.

## Награды
Он был номинирован на 11 премий «Эмми» за работу над «Кланом Сопрано», 3 из которых оказались победными.